# Creux du Van

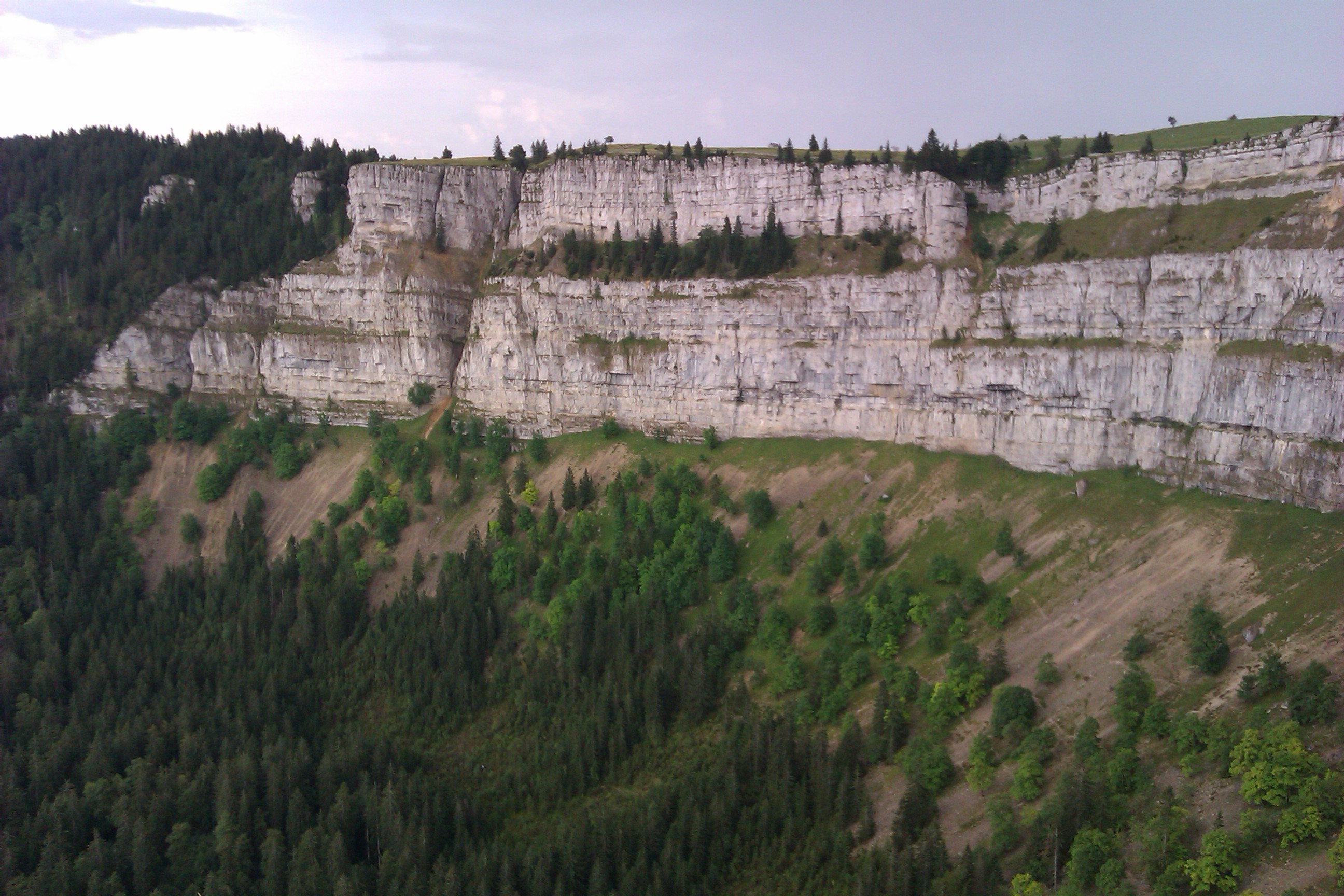
Creux du Van

Creux du Van [krö dy van] je propast, skalní útes, tvořený vápencem, v údolí Val de Travers v pohoří Jura ve švýcarském kantonu Neuchâtel, na hranici s kantonem Vaud.

## Geografie a popis

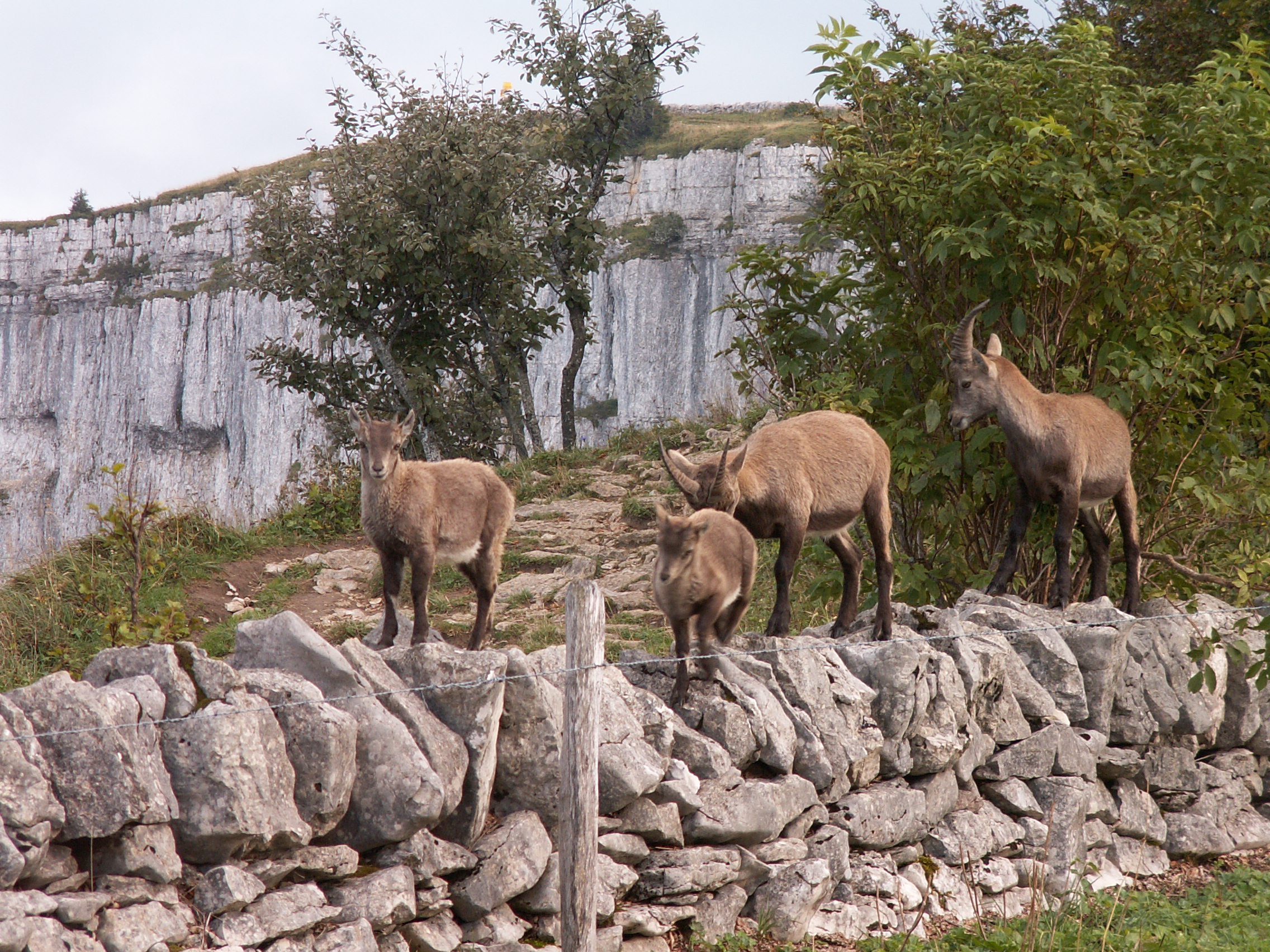
Kozorožci v Creux du Van

Byl vytvarován prvními ledovci před 200 miliony let jako skalní stěna tvaru půlměsíce, skalní amfiteátr, 1400 metrů dlouhý a 440 metrů vysoký, přičemž prvních 200 metrů je stěna kolmá. Kotlina vznikla pravděpodobně erozí po období würmského zalednění. Půda je pokryta morénovým a sesuvným materiálem, na kterém rostou jedle a buky. Propast přerušuje okolní louku. Díky unikátnímu klimatu v okolí je zde bohatá fauna i flora a proto je vyhlášen přírodní rezervací o rozloze 15,5 km². Pramen Fontaine Froide se nachází uprostřed nezalesněné části kotliny a jeho voda má po celý rok stálou teplotu 4 °C.
Na skalních stěnách žijí kozorožci a kamzíci. Poslední medvěd byl v oblasti Creux du Van zastřelen v roce 1770. V letech 1974 a 1975 byl vypuštěn pár rysů. Rysi byli odchyceni ve volné přírodě ve slovenských Karpatech.
Na nezalesněném horním okraji útvaru byla postavena asi dva kilometry dlouhá suchá kamenná zeď, která nahradila méně estetický plot z drátěného pletiva. Zeď byla postavena zdarma mezinárodní skupinou, a proto je také známá jako „Zeď přátelství“ (Mauer der Freundschaft). Kamenné zídky jsou významným biotopem pro drobné živočichy.
Oblast kolem Creux du Van je řídce osídlená, protože náhorní plošinu tvoří převážně kras. V důsledku toho se zde provozuje především lesnictví a pastevectví. Při túře po náhorní plošině lze spatřit mnoho závrtů.

## Dostupnost
Přístup je z obce Noiraigue, která leží 22 km jihovýchodně od Neuchâtelu. Autem se lze přes Couvet nebo Saint-Aubin-Sauges dostat k restauraci Ferme du Soliat, nacházející se poblíž vrcholu útvaru. K dispozici je řada značených pěších cest, mimo jiné okolo horské chaty Les Petites Fauconnières.